# Associazione Sportiva Bari 1982-1983
Questa voce raccoglie le informazioni riguardanti l'Associazione Sportiva Bari nelle competizioni ufficiali della stagione 1982-1983.

## Stagione

Enrico Catuzzi

Dopo aver sfiorato la promozione nella stagione precedente con il Bari dei Baresi, il Bari è pronto a disputare un'altra stagione di Serie B. L'intelaiatura della squadra rimane quasi la stessa ma viene ceduto il bomber Maurizio Iorio alla Roma e al suo posto arriva dalla Cavese Claudio De Tommasi, un altro barese, che viene ingaggiato insieme a Franco Baldini, proveniente dal Bologna.
Il Bari iniziò ottimamente la stagione ufficiale, dando seguito alla strepitosa stagione precedente. In Coppa-Italia si classificò primo nel difficile girone composto da 6 squadre, pareggiando 1-1 in trasferta contro il Vicenza del giovane Roberto Baggio, per poi battere 3-1 il Foggia di Delio Rossi; conquistò la storica vittoria in trasferta contro l'Inter stellare dei freschi campioni del mondo 1982 Bergomi, Oriali, Collovati, Marini, Altobelli e dei fuoriclasse Beccalossi, Muller, e Giuseppe Baresi, vincendo 1-0 con gol di Baldini La Gazzetta Del Mezzogiorno La Stampa - Consultazione Archivio  Arrivò anche la vittoria per 1-0 contro la gloriosa Udinese spinta da Massimo Mauro, Paolino Pulici, Edinho, Franco Causio e Virdis; vinse 3-1 l'ultima partita del girone di Coppa contro il Rimini guidato da Arrigo Sacchi.Agli ottavi di finale trova la grande Juventus campione d'Italia pilotata da Giovanni Trapattoni e trascinata sia dai campioni del mondo 1982 Zoff, Cabrini, Tardelli Scirea e Paolo Rossi, che da Michel Platini, Galderisi, Prandelli, Boniek e Bettega; pur disputando una buona gara, il Bari perse in trasferta contro i bianconeri, 1-0 con gol del pallone d'oro Platini su rigore La Stampa - Consultazione Archivio, mentre nella gara di ritorno al Della Vittoria, il Bari dopo essere andato in vantaggio per uno a zero sfiorando i tempi supplementari fu riacciuffato a un minuto dal termine da un gol ancora di Platini, venendo così eliminato La Stampa - Consultazione Archivio (quella Juventus poi vincerà la Coppa-Italia).
Catuzzi inizia con 2 pareggi contro la Reggiana (0-0) di Andrea Carnevale e il Varese (2-2) di Fascetti, Auteri e Maiellaro con De Rosa che colpisce il palo due volte La Stampa - Consultazione Archivio ma seguono sconfitte e risultati altalenanti seppur mostrando un discreto gioco. La squadra con Catuzzi batte 1-0 il Bologna di Franco Colomba, Klaus Bachlechner e Guidolin, conquista la vittoria (1-0) nel match contro il Palermo di Gian Piero Gasperini e Totò Lopez La Stampa - Consultazione Archivio, sconfigge in casa e in trasferta il Perugia di Aldo Agroppi (3-1 e 0-2 La Stampa - Consultazione Archivio), liquida 2-0 la Pistoiese, batte 3-1 la Cavese in casa La Stampa - Consultazione Archivio batte in casa la Reggiana per 2-1 e pareggia 0-0 in trasferta con il Varese  . Nel mercato invernale viene acquistato Fabrizio Lucchi.

Luigi Radice

Durante la stagione, dopo la sconfitta di Pistoia a 13 giornate dal termine, Enrico Catuzzi viene esonerato. Per rilanciare la squadra e tentare la rimonta, viene ingaggiato nientemeno che Luigi Radice, ex tecnico del Milan, che appena 7 anni prima era stato campione d'Italia con il Torino. Il nuovo allenatore esordì sulla panchina biancorossa con una vittoria casalinga (2-1) nel derby con il Foggia ma dopo qualche buon risultato, tra cui la vittoria contro il forte Catania di Gianni Di Marzio che poi fu promosso in Serie A, arrivó una serie di risultati negativi che sancirono la retrocessione del Bari. Alla fine, il suo consuntivo in 13 partite, fu di 3 vittorie, 5 pareggi e 5 sconfitte, insufficiente per il mantenimento della categoria.
Tra i risultati più degni di nota di quella stagione, va menzionato un buon 0-0 contro l'Atalanta di Ottavio Bianchi, Bortolo Mutti e Andrea Agostinelli  pareggia in trasferta contro la Cremonese di Emiliano Mondonico e Gianluca Vialli , e conquista un pareggio (0-0) nel derby di Lecce  contro la squadra di Mario Corso.
In quella Serie B i "galletti" affrontarono gare di prestigio contro il Milan di Mauro Tassotti, Franco Baresi, Joe Jordan, Alberico Evani, Oscar Damiani e dell'ex Aldo Serena, uscendo sconfitti 3-1 dallo Stadio Giuseppe Meazza di Milano  e perdendo 4-1 in casa nella gara di ritorno .Sfidò anche la temibile Lazio di Roberto Clagluna, Vincenzo D'Amico e Bruno Giordano venendo sconfitti 3-1 all'andata in casa  e 1-0 al ritorno sfiorando il pareggio 
Da sottolineare come in quell'annata il Bari sbagliò molti calci di rigore in gare determinati per la salvezza. Quasi 30 anni dopo, in un articolo del quotidiano "Tuttosport", risulta che Vincenzo Matarrese, nel ricordare il suo avvento alla guida del Bari nella stagione successiva (1983-1984), avrebbe affermato che gli arbitri cercarono di aiutare il Bari nella stagione 1982/83 concedendogli molti rigori a favore negli ultimi mesi di stagione, per non farlo retrocedere, nel periodo in cui il presidente del Bari Antonio Matarrese era anche a capo della Lega Calcio. Questi rigori vennero spesso falliti dalla squadra barese (6 errori su 10 tiri di rigore), tanto che l'allenatore Radice alla terz'ultima giornata contro il Monza decisiva per la salvezza, nonostante la presenza di buon tiratori in campo, cambiò strategia e fece calciare il rigore decisivo per la salvezza al difensore Giovanni Loseto che fallì dal dischetto, e il Bari retrocesse in Serie C1.

## Divise e sponsor
Le maglie introdotte nella stagione precedente, prodotte dalla Adidas, vengono confermate.
| Casa | Trasferta | Terza Divisa |

## Rosa
| N. |                   | Ruolo | Calciatore           |
| -- | ----------------- | ----- | -------------------- |
|    | Italia (bandiera) | P     | Giovanni Caffaro     |
|    | Italia (bandiera) | P     | Bruno Fantini        |
|    | Italia (bandiera) | D     | Michele Armenise     |
|    | Italia (bandiera) | D     | Nicola Caricola      |
|    | Italia (bandiera) | D     | Francesco Cuccovillo |
|    | Italia (bandiera) | D     | Giorgio De Trizio    |
|    | Italia (bandiera) | D     | Giovanni Loseto      |
|    | Italia (bandiera) | D     | Danilo Ronzani       |
|    | Italia (bandiera) | C     | Antonio Elia Acerbis |
|    | Italia (bandiera) | C     | Carmelo Bagnato      |

| N. |                   | Ruolo | Calciatore          |
| -- | ----------------- | ----- | ------------------- |
|    | Italia (bandiera) | C     | Franco Baldini      |
|    | Italia (bandiera) | C     | Onofrio Loseto      |
|    | Italia (bandiera) | C     | Fabrizio Lucchi     |
|    | Italia (bandiera) | C     | Valerio Majo        |
|    | Italia (bandiera) | C     | Luigi Nicassio      |
|    | Italia (bandiera) | C     | Michele Cramarossa  |
|    | Italia (bandiera) | A     | Carlo Bresciani     |
|    | Italia (bandiera) | A     | Giuseppe De Martino |
|    | Italia (bandiera) | A     | Luigi De Rosa       |
|    | Italia (bandiera) | A     | Claudio De Tommasi  |
|    | Italia (bandiera) | A     | Emanuele Del Zotti  |

## Risultati

### Serie B

#### Girone di andata
| 12 settembre 1982 1ª giornata | Reggiana | 0 – 0 | Bari |  |

| 19 settembre 1982 2ª giornata | Bari | 2 – 2 | Varese |  |

| 26 settembre 1982 3ª giornata | Atalanta | 1 – 0 | Bari |  |

| 3 ottobre 1982 4ª giornata | Bari | 1 – 2 | Lecce |  |

| 10 ottobre 1982 5ª giornata | Milan | 3 – 1 | Bari |  |

| 17 ottobre 1982 6ª giornata | Bari | 2 – 0 | Pistoiese |  |

| 24 ottobre 1982 7ª giornata | Foggia | 2 – 1 | Bari |  |

| 31 ottobre 1982 8ª giornata | Bari | 0 – 3 | Lazio |  |

| 7 novembre 1982 9ª giornata | Arezzo | 0 – 0 | Bari |  |

| 14 novembre 1982 10ª giornata | Bari | 3 – 1 | Cavese |  |

| 21 novembre 1982 11ª giornata | Catania | 3 – 0 | Bari |  |

| 28 novembre 1982 12ª giornata | Bari | 1 – 2 | Sambenedettese |  |

| 3 dicembre 1950 13ª giornata | Campobasso | 0 – 0 | Bari |  |

| 12 dicembre 1982 14ª giornata | Bari | 1 – 0 | Bologna |  |

| 3 gennaio 1954 15ª giornata | Perugia | 0 – 2 | Bari |  |

| 2 gennaio 1983 16ª giornata | Bari | 0 – 1 | Cremonese |  |

| 9 gennaio 1983 17ª giornata | Monza | 1 – 0 | Bari |  |

| 16 gennaio 1983 18ª giornata | Bari | 1 – 0 | Palermo |  |

| 28 settembre 1947 19ª giornata | Como | 1 – 1 | Bari |  |

#### Girone di ritorno
| 30 gennaio 1983 20ª giornata | Bari | 2 – 1 | Reggiana |  |

| 13 febbraio 1983 21ª giornata | Varese | 0 – 0 | Bari |  |

| 20 febbraio 1983 22ª giornata | Bari | 0 – 0 | Atalanta |  |

| 27 febbraio 1983 23ª giornata | Lecce | 1 – 1 | Bari |  |

| 6 marzo 1983 24ª giornata | Bari | 1 – 4 | Milan |  |

| 13 marzo 1983 25ª giornata | Pistoiese | 3 – 0 | Bari |  |

| 20 marzo 1983 26ª giornata | Bari | 2 – 1 | Foggia |  |

| 27 marzo 1983 27ª giornata | Lazio | 1 – 0 | Bari |  |

| 2 aprile 1983 28ª giornata | Bari | 0 – 0 | Arezzo |  |

| 10 aprile 1983 29ª giornata | Cavese | 2 – 0 | Bari |  |

| 17 aprile 1983 30ª giornata | Bari | 1 – 0 | Catania |  |

| 24 aprile 1983 31ª giornata | Sambenedettese | 2 – 0 | Bari |  |

| 1º maggio 1983 32ª giornata | Bari | 0 – 0 | Campobasso |  |

| 8 maggio 1983 33ª giornata | Bologna | 1 – 1 | Bari |  |

| 15 maggio 1983 34ª giornata | Bari | 3 – 1 | Perugia |  |

| 22 maggio 1983 35ª giornata | Cremonese | 1 – 1 | Bari |  |

| 29 maggio 1983 36ª giornata | Bari | 0 – 1 | Monza |  |

| 5 giugno 1983 37ª giornata | Palermo | 1 – 1 | Bari |  |

| 12 giugno 1983 38ª giornata | Bari | 1 – 2 | Como |  |

## Statistiche

### Statistiche di squadra
| Competizione | Punti | In casa | In casa | In casa | In casa | In casa | In casa | In trasferta | In trasferta | In trasferta | In trasferta | In trasferta | In trasferta | Totale | Totale | Totale | Totale | Totale | Totale | DR  |
| Competizione | Punti | G       | V       | N       | P       | Gf      | Gs      | G            | V            | N            | P            | Gf           | Gs           | G      | V      | N      | P      | Gf     | Gs     | DR  |
| ------------ | ----- | ------- | ------- | ------- | ------- | ------- | ------- | ------------ | ------------ | ------------ | ------------ | ------------ | ------------ | ------ | ------ | ------ | ------ | ------ | ------ | --- |
| Serie B      | 30    | ..      | .       | .       | .       | ..      | ..      | ..           | .            | .            | .            | ..           | ..           | 38     | 9      | 12     | 17     | 30     | 46     | -13 |
| Coppa Italia | ..    | ..      | .       | .       | .       | ..      | ..      | ..           | .            | .            | .            | ..           | ..           | 7      | 4      | 2      | 1      | 10     | 5      | +5  |
| Totale       | ..    | ..      | .       | .       | .       | ..      | ..      | ..           | .            | .            | .            | ..           | ..           | 45     | 13     | 14     | 18     | 40     | 51     | -11 |

### Statistiche dei giocatori
| Giocatore  | Serie B  | Serie B | Serie B     | Serie B    | Coppa Italia | Coppa Italia | Coppa Italia | Coppa Italia | Totale   | Totale | Totale      | Totale     |
| Giocatore  | Presenze | Reti    | Ammonizioni | Espulsioni | Presenze     | Reti         | Ammonizioni  | Espulsioni   | Presenze | Reti   | Ammonizioni | Espulsioni |
| ---------- | -------- | ------- | ----------- | ---------- | ------------ | ------------ | ------------ | ------------ | -------- | ------ | ----------- | ---------- |
| Acerbis    | 36       | 1       | -           | -          | ?            | ?            | ?            | ?            | 36+      | 1+     | 0+          | 0+         |
| Armenise   | 32       | 3       | 1           | 1          | ?            | ?            | ?            | ?            | 32+      | 3+     | 1+          | 1+         |
| Bagnato    | 33       | 7       | 1           | -          | ?            | ?            | ?            | ?            | 33+      | 7+     | 1+          | 0+         |
| Baldini    | 28       | 3       | 1           | -          | ?            | ?            | ?            | ?            | 28+      | 3+     | 1+          | 0+         |
| Bresciani  | 15       | 2       | -           | -          | ?            | ?            | ?            | ?            | 15+      | 2+     | 0+          | 0+         |
| Caffaro    | 13       | -       | -           | -          | ?            | ?            | ?            | ?            | 13+      | 0+     | 0+          | 0+         |
| Caricola   | 33       | 2       | 2           | 1          | ?            | ?            | ?            | ?            | 33+      | 2+     | 2+          | 1+         |
| Cuccovillo | 12       | -       | -           | -          | ?            | ?            | ?            | ?            | 12+      | 0+     | 0+          | 0+         |
| De Martino | 25       | 5       | -           | 1          | ?            | ?            | ?            | ?            | 25+      | 5+     | 0+          | 1+         |
| De Rosa    | 31       | 1       | -           | -          | ?            | ?            | ?            | ?            | 31+      | 1+     | 0+          | 0+         |
| D. Zotti   | 5        | -       | -           | -          | ?            | ?            | ?            | ?            | 5+       | 0+     | 0+          | 0+         |
| Tommasi    | 33       | 2       | 1           | -          | ?            | ?            | ?            | ?            | 33+      | 2+     | 1+          | 0+         |
| De Trizio  | 36       | 2       | 1           | -          | ?            | ?            | ?            | ?            | 36+      | 2+     | 1+          | 0+         |
| Fantini    | 26       | 2       | -           | -          | ?            | ?            | ?            | ?            | 26+      | 2+     | 0+          | 0+         |
| G. Loseto  | 17       | -       | 1           | -          | ?            | ?            | ?            | ?            | 17+      | 0+     | 1+          | 0+         |
| O. Loseto  | 33       | 1       | -           | -          | ?            | ?            | ?            | ?            | 33+      | 1+     | 0+          | 0+         |
| Lucchi     | 20       | -       | -           | -          | ?            | ?            | ?            | ?            | 20+      | 0+     | 0+          | 0+         |
| Majo       | 20       | -       | -           | 4          | ?            | ?            | ?            | ?            | 20+      | 0+     | 0+          | 4+         |
| Nicassio   | 9        | -       | -           | -          | ?            | ?            | ?            | ?            | 9+       | 0+     | 0+          | 0+         |
| Ronzani    | 26       | -       | 2           | -          | ?            | ?            | ?            | ?            | 26+      | 0+     | 2+          | 0+         |